# Scott City (Missouri)
Scott City è un comune degli Stati Uniti d'America, situato nello Stato del Missouri, diviso tra la contea di Scott e la contea di Cape Girardeau.